# Frankie Banali
Frankie Banali (ur. 14 listopada 1951 w Queens, zm. 20 sierpnia 2020 w Los Angeles) – amerykański perkusista rockowy, najbardziej znany ze współpracy z heavymetalowym zespołem Quiet Riot. Grał także na perkusji w zespole W.A.S.P., a także z Billy Idol. W ostatnich miesiącach swojego życia był także malarzem abstrakcyjnym.

## Kariera
Frankie Banali urodził się 14 listopada 1951 roku w Queens w Nowym Jorku, w rodzinie włoskich imigrantów, Jacka i Marthy Banali. W 1975 roku przeniósł się do Los Angeles, gdzie spędził cztery lata grając na perkusji z różnymi zespołami, w tym Steppenwolf z Nickiem St. Nicholasem i Goldy McJohnem. Grał także na perkusji na albumie „Hughes / Thrall” z Glennem Hughesem i Patem Thrallem. W 1979 roku Banali, wraz z basistą Daną Strumem, uczestniczyli w próbach z gitarzystą Quiet Riot Randym Rhoadsem i Ozzym Osbourn’em, gdy ten ostatni poszukiwał gitarzysty do swojego zespołu. W 1980 roku połączył siły z Kevinem DuBrowem i założyli DuBrow z byłym gitarzystą Snow, Carlosem Cavazo i basistą Chuckiem Wrightem. Po tym, jak Rudy Sarzo zastąpił Wrighta, DuBrow zmienił nazwę grupy na Quiet Riot. Po podpisaniu kontraktu z Pasha Records we wrześniu 1982 roku, Banali i Quiet Riot odnieśli sukces z Metal Health, który został wydany sześć miesięcy po podpisaniu umowy z Pasha Records. W listopadzie 1983 roku, zaledwie osiem miesięcy po wydaniu, Metal Health osiągnął pierwsze miejsce na liście Billboard 200, czyniąc go pierwszym albumem heavymetalowym, który znalazł się na pierwszym miejscu list przebojów. Metal Health ostatecznie sprzedał się w ponad 10 milionach egzemplarzy na całym świecie.
Po śmierci matki w listopadzie 1990 roku Banali razem z gitarzystą Garym Hoeyem założył zespół Heavy Bones. Wydali tylko jeden album w 1992 roku, zanim się rozpadli. W 1993 roku Banali ponownie dołączył do Quiet Riot po tym, jak Bobby Rondinelli opuścił zespół i dołączył do Black Sabbath. W 1994 roku objął również stanowisko managera zespołu, nadzorując decyzje biznesowe zespołu. Po trzech albumach i kolejnych zmianach w składzie, Quiet Riot rozpadło się w 2003 roku. Banali i DuBrow zreformowali Quiet Riot w październiku 2004 z basistą Chuckiem Wrightem i nowym gitarzystą Alexem Grossim. Wydali jeden album ze składem, Rehab w 2006 roku, przed przedwczesną śmiercią DuBrow w listopadzie 2007 roku. Banali ogłosił rozwiązanie Quiet Riot 14 stycznia 2008 roku.
Dopiero we wrześniu 2010 roku Banali zreformował Quiet Riot z Wrightem i Grossim. Pierwotnie zatrudnili Marka Huffa, ale zwolniono go w styczniu 2012 roku. Podczas gdy Keith St. John przyszedł, aby dopełnić daty trasy, zatrudnili Scotta Vokouna w marcu 2012. W listopadzie 2013 Vokoun odszedł i został zastąpiony przez Jizzy Pearl. A w czerwcu 2014 roku Quiet Riot wydał 10, ich pierwszy album od ośmiu lat.

## Życie prywatne
Ojciec Frankiego, Jack, zmarł na raka trzustki w 1974 roku, matka Frankiego, Martha, zmarła po ośmioletniej walce z rakiem piersi 14 listopada 1990 roku, w 39. urodziny Frankiego.
Frankie poślubił swoją pierwszą żonę, Karen (urodzoną 20 stycznia 1969 roku) w 1994 roku. 17 lutego 1997 urodziła się jego córka, Ashley. 14 kwietnia 2009 roku Karen zmarła na niewydolność serca w wieku 40 lat.
11 listopada 2015 Frankie poślubił swoją drugą żonę Reginę Russell Banali, która wyprodukowała i wyreżyserowała film dokumentalny o Quiet Riot pt. „Quiet Riot – Well Now You’re Here There No Way Back”.

## Choroba i śmierć
W październiku 2019 Banali ujawnił, że 17 kwietnia zdiagnozowano u niego raka trzustki w czwartym stadium. Zmarł na tę chorobę 20 sierpnia 2020 roku w wieku 68 lat. Trzy tygodnie po jego śmierci ogłoszono, że Quiet Riot będzie kontynuowało działalność bez Banali, którego zastąpił Johnny Kelly.
W dniu 4 września 2020 roku, na wniosek petycji kierowanej przez fanów, MTV Classic w swoim programie Metal Mayem, który jest nadawany w każdy piątek wieczorem od 21:00 do 1:00 czasu wschodniego, wyemitowało rockowy blok filmów Quiet Riot na cześć Frankiego.